# Атеизм (замысел Достоевского)
«Атеизм» — задуманный, но ненаписанный роман русского писателя XIX века Фёдора Михайловича Достоевского, известный в основном по письмам писателя к поэту Аполлону Николаевичу Майкову и племяннице Софье Александровне Ивановой в 1868—1869 годах. Точное время возникновения замысла определить сложно. Название «Атеизм» и основные идеи предполагаемого романа впервые упоминаются в письме писателя к Майкову от 11 декабря 1868 года.
Сюжет задуманного цикла романов, главный герой которого, путешествуя по России, переходит от веры к безверию, а потом обратно к вере через приобщение к идеалу «русского Христа», писатель обозначил в одном из писем к Майкову в конце 1868 года. Достоевский продолжал работу над романом «Идиот», поэтому приступить к новому произведению планировал только после завершения текущего. Заглавие «Атеизм» уже к июлю — августу 1869 года постепенно перестаёт упоминаться. В декабре первоначальный план окончательно изменился, и появилось другое заглавие: «Житие великого грешника».

## Возникновение замысла

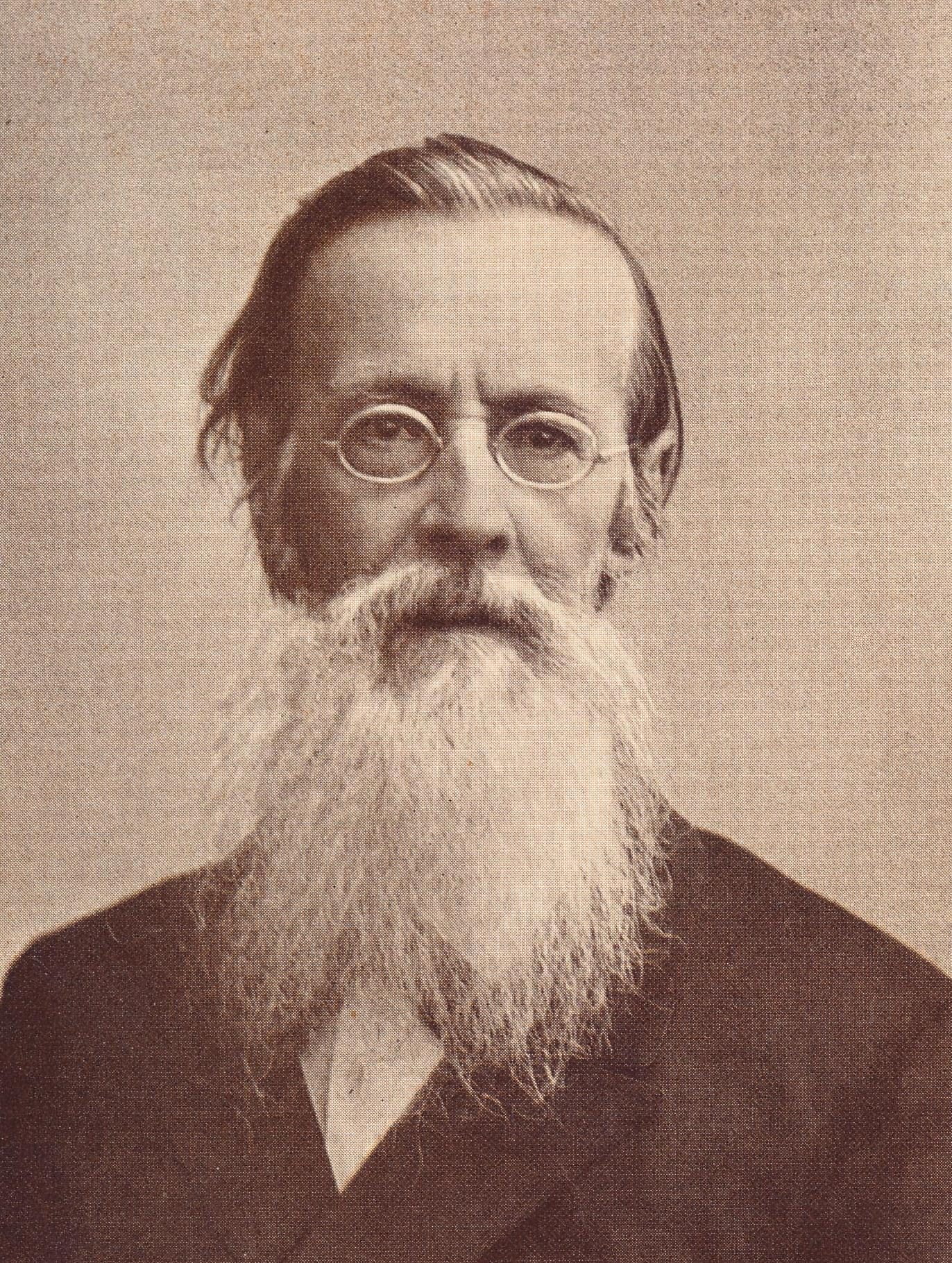
Аполлон Николаевич Майков

Точное время возникновения замысла определить сложно. Роман известен в основном по письмам писателя к поэту Аполлону Николаевичу Майкову и племяннице Софье Александровне Ивановой в 1868—1869 годах. Некоторые исследователи также относили к данному произведению ряд черновых набросков Достоевского, датированных 1869—1870 годами, которые позже были отнесены к другому замыслу писателя — «Роману о Князе и Ростовщике», главный герой которого тоже атеист, но появляется перед читателем сразу взрослым.
Ещё в 1862 году в предисловии к переводу романа «Собор Парижской Богоматери» Виктора Гюго Достоевский выразил желание «помериться силами с Данте» и создать роман энциклопедического характера, всесторонне выражающий стремления и характеристику своего времени. Созданные после этого романы «Преступление и наказание» и «Идиот», рассказывающие про восстановление погибшего человека, можно рассматривать как подступы к решению поставленной задачи. В годы завершения Львом Толстым романа «Война и мир» Достоевский формулирует замысел эпопеи о восстановлении погибшего человека.
«В Россию воротиться — трудно и помыслить. Никаких средств. Это значит как приехать, так и попасть в долговое отделение. Но ведь я уж там не рабочий. Тюрьмы я с моей падучей не вынесу, а стало быть, и работать в тюрьме не буду. Чем же я стану уплачивать долги и чем жить буду? Если б мне дали кредиторы один спокойный год (а они мне три года ни одного спокойного месяца не давали), то я бы взялся через год уплатить им работой»
В сентябре 1868 года Достоевские переезжают в Италию, сначала в Милан, а через два месяца во Флоренцию. Фёдор Михайлович в это время заканчивает работу над романом «Идиот», измучившую и истощившую писателя. Не имея возможности вернуться в Россию из-за финансовых проблем, Достоевский чувствовал себя несвободным и неспокойным, ощущая потери от пребывания за границей: «Здесь я тупею и ограничиваюсь, от России отстаю. Русского воздуха нет и людей нет. Я не понимаю, наконец, совсем русских эмигрантов. Это — сумасшедшие!» По мнению исследователей творчества Достоевского, замысел «огромного романа» или цикла произведений «Атеизм» сформировался у писателя в начале декабря 1868 года во Флоренции. Название «Атеизм» и основные идеи предполагаемого романа впервые упоминаются в письме писателя к Аполлону Майкову от 11 декабря 1868 года. 
Существуют предположения, что роман мог быть задуман как раньше декабря 1868 года, так и позже, весной 1869 года. Так, в письме к Софье Ивановой от 8 марта 1869 года Достоевский сообщает, что только задумал роман: «Ну вот я и задумал теперь одну мысль, в форме романа. Роман этот называется „Атеизм“». В то же время замысел «Жития великого грешника», преемника «Атеизма», Достоевский позднее относил к 1867 году. 24 марта 1870 года он писал Николаю Страхову: «Идея этого романа существует во мне уже три года…». Литературовед Аркадий Долинин полагает, что существовал некоторый замысел «пра-Атеизма», про который Достоевский писал: «литературная мысль <…> перед которой вся моя прежняя литературная карьера была только дрянь и введение». Таким образом, «Атеизм» мог служить лишь промежуточной вариацией между «пра-Атеизмом» и «Житием великого грешника».

## Главный герой и сюжет

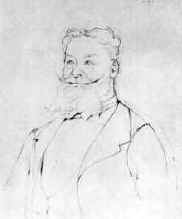
Аркадий Иванович Свидригайлов мог обладать чертами главного героя «Атеизма»

Описание главного героя задуманного произведения и его сюжет впервые излагаются в письме Достоевского к Аполлону Майкову от 11 декабря 1868 года. Главный герой — «русский человек нашего общества, и в летах, не очень образованный, но и не необразованный, не без чинов. <…> Всю жизнь он занимался одной только службой, из колеи не выходил и до 45 лет ничем не отличался». Завязкой произведения должна была послужить потеря веры в Бога главным героем: «вдруг, уже в летах, теряет веру в Бога. <…> Потеря веры в Бога действует на него колоссально».
Фёдора Михайловича в это время «будоражила мысль о внезапности утраты веры» при изменении привычной жизни человека, о последующей необходимости обрести замену. Первоначальный образ главного героя романа «Идиот» должен был быть более инфернальным, и этот отложенный замысел «сильной, демонической личности», ассоциировавшейся ранее с князем Мышкиным, требовал воплощения. В результате главный герой «Атеизма» мог оказаться обладателем «загадочного трагического лица» и «мрачной фигуры» персонажа, масштаб которого был бы несоизмерим с персонажами всех прочих произведений писателя. В частности, в черновых набросках романа «Преступление и наказание» остались неиспользованные наброски подобной личности: «Сильные и бурные порывы. Никакой холодности и разочарованности <…> Непомерная и ненасытимая жажда наслаждений. Жажда жизни неутолимая <…> сознание и анализ каждого наслаждения, без боязни <…> чрезмерная грубость соприкасается с утонченностию <…> Наслаждения психологические. Наслаждения уголовные нарушением всех законов. Наслаждения мистические…»
Последующий сюжет характеризовался в идеологической плоскости. Герой «шныряет по новым поколениям, по атеистам, по славянам и европейцам, по русским изуверам и пустынножителям, по священникам; сильно, между прочим, попадается на крючок иезуиту, пропагатору, поляку; спускается от него в глубину хлыстовщины». Однако в финале всё-таки повторно обретает веру: «и под конец обретает и Христа и русскую землю, русского Христа и русского Бога».

## Развитие замысла
В письме от 11 декабря 1868 года Достоевский писал Майкову: «Здесь же у меня на уме теперь: 1) огромный роман, название ему „Атеизм“ (ради Бога, между нами), но прежде чем приняться за который мне нужно прочесть чуть не целую библиотеку атеистов, католиков и православных. Он поспеет, даже при полном обеспечении в работе, не раньше как через два года. <…> Ради Бога, не говорите никому; а для меня так: написать этот последний роман, да хоть бы и умереть — весь выскажусь». Описанный в первом письме сюжет внешне напоминал «литературу путешествий», однако исследователи отметили «оригинальнейшую трансформацию жанра», при которой путешествие воспринимается как прохождение «всех разновидностей религиозного опыта». Философ и культуролог Михаил Бахтин охарактеризовал полученный жанр интеллектуального романа как мениппею, в которой Достоевский сталкивает «обнажённые последние позиции в мире», для чего писателю и требовалось «прочесть чуть не целую библиотеку».
Во время формирования замысла «Атеизма» Достоевский продолжал работу над романом «Идиот», поэтому приступить к новому произведению планировал только после завершения и отдельного издания текущего. Кроме того, в это время в планах у Достоевского была «большая повесть» «Брак». По завершении этой работы писатель рассчитывал освободится от долгов и обеспечить необходимые условия для спокойной работы, так как продавать произведение не планировалось: «„Атеизм“ на продажу не потащу (а о католицизме и об иезуите у меня есть что сказать сравнительно с православием)». Исследователь русской литературы Василий Комарович обозначил глубинную идею замысла в «неизбежности приятия Бога», что должен был продемонстрировать главный герой «всей своей жизнью». Борис Тихомиров выразил сомнение в подобной трактовке, исходя из неслучайного названия и жанра задуманного произведения, определённого самим Достоевским как «притча об атеизме».
В письме к Софье Ивановой от 25 января 1869 года Достоевский сообщает: «Теперь у меня в голове мысль огромного романа <…> Тема — атеизм. (Это не обличение современных убеждений, это другое и — поэма настоящая). Это поневоле должно завлечь читателя». В связи с этим исследователи отмечали, что потеря веры способствует началу духовного развития главного героя, всю жизнь ничем не выделявшегося. Герой проходит путь от автоматического существования через безверие к истинной религиозности. Подобное толкование идеи объясняет характеристику Достоевского. Также это объясняет, почему в центре замысла — атеизм, а не католицизм. С одной стороны, Достоевского в первую очередь волнуют проблемы русской жизни, которой католицизм чужд, хотя позже автор и возвращается к теме католицизма в притче о Великом инквизиторе в романе «Братья Карамазовы». С другой стороны, атеизм является наиболее радикальным отрицанием идеи Бога, а по Достоевскому, ещё и необходимым этапом на пути к Богу. В этом диалектическом противоречии, по мнению исследователей, и скрыт глубинный замысел «Атеизма».
В письме к Софье Ивановой от 8 марта 1869 года Достоевский пишет: «в литературном деле моём есть для меня одна торжественная сторона, моя цель и надежда <…> в достижении выполнения синтеза моей художественной и поэтической идеи <…> Роман этот называется „Атеизм“; мне кажется, я весь выскажусь в нём». Писатель планирует, что работа над подобным замыслом займёт около двух лет и вместе с этим жалуется на невозможность писать подобное произведение за пределами России: «И представьте же, друг мой: писать его здесь я не могу; для этого мне нужно быть в России непременно, видеть, слышать и в русской жизни участвовать непосредственно».

### Переход к Житию великого грешника
Заглавие «Атеизм» уже к июлю — августу 1869 года постепенно перестаёт упоминаться в связи с этим замыслом. В сентябре из русских и немецких газет Достоевский узнаёт о тайных обществах, шатании нравственных устоев и возможной революции в России. В середине октября часть газетных слухов подтверждает приехавший брат Анны Григорьевны. Достоевский наконец-то знакомится с романом Льва Толстого «Война и мир», отмечая, что произведение похоже на его замысел, только о прошлом. Фёдор Михайлович же планирует написать о «современном хаосе», рассчитывая разглядеть в нём предпосылки нового созидания. «Атеизм» всё менее подходил для задуманного. Первоначальный замысел представлял собой скорее историческую эпопею, в то время как Достоевский привык ощущать историю «не столько длящейся, сколько собранной в тугой узел современности: здесь и все прошлое, здесь и будущее». Изначальный замысел постепенно трансформировался: планировалось всю историю человечества представить как историю человека и eгo духовных исканий, отрицаний и возрождения души.
В декабре первоначальный план окончательно изменился, и появилось другое заглавие: «Житие великого грешника». Несмотря на преемственность замыслов, в «Житии» сходят на нет изначальные католические мотивы. Исследователи отметили, что от «пра-Атеизма» до последних вариантов «Жития» сохраняется некоторое устойчивое концептуальное ядро, на каждом этапе развития замысла обрастающее различными сюжетными элементами. Ядро замысла, характеризуемое самим Достоевским как «синтез моей художественной и поэтической идеи», составляет утверждение единственного возможного сложного пути к Богу через неверие. Именно в этом направлении развивался замысел от безликого нетипичного героя «Атеизма» к «великому грешнику» «Жития». 25 марта 1870 года в письме Майкову из Дрездена Достоевский обозначил основную проблему уже «Жития великого грешника»: «Главный вопрос, который проведется во всех частях, — тот самый, которым я мучился сознательно и бессознательно всю мою жизнь, — существование божие». По мнению исследователей, в большей мере это признание писателя относится к предыдущему замыслу — «Атеизму».

## Перекличка с романом «Идиот»
Во время формирования замысла «Атеизма» Достоевский продолжал работу над романом «Идиот», в результате чего отдельные фрагменты последнего оказались идейно связаны с замыслом или комментируют его. Так, практически одновременно с письмом к Майкову о замысле «Атеизма» Достоевский написал рассуждения князя Мышкина на вечере в гостиной Епанчиных о католицизме и атеизме: «не всё ведь от одних тщеславных чувств происходят русские атеисты и русские иезуиты, а и из боли духовной, из жажды духовной, из тоски по высшему делу <…> Атеистом же так легко сделаться русскому человеку, легче чем всем остальным во всем мире! <…> откройте русскому человеку русский Свет <…> Покажите ему в будущем обновление всего человечества и воскресение его, может быть, одною только русскою мыслью, русским Богом и Христом, и увидите, какой исполин могучий и правдивый, мудрый и кроткий вырастет пред изумлённым миром». Происходящее с героем «Атеизма» Достоевский также объясняет душевными причинами: «разгадка психологическая: глубокое чувство, человек и русский народ». Герой «Атеизма» оказывается тем самым русским интеллигентом, жизненный путь которого представляет себе князь Мышкин. Таким образом, в романе «Идиот» формулируется идея нового замысла.
Монолог Мышкина также объясняет отсутствие у Достоевского, собравшегося перед написанием «Атеизма» «прочесть чуть не целую библиотеку», интереса к авторам-протестантам. Согласно Достоевскому, атеизм является следствием католицизма, как и протестантизм. Это оригинальное убеждение писатель передаёт словами Мышкина: «атеизм от них вышел, из самого римского католичества! Атеизм прежде всего с них самих начался». Таким образом, возникновение католической темы вполне закономерно, в то время как отрицательная реакция внутри самого католицизма, которой, по мнению Достоевского, и является протестантизм, волнует автора в меньшей степени.
Между романом и замыслом исследователи отмечали и конкретные сюжетные переклички. «Истинный христианин» Павлищев из-за действий аббата Гуро «бросает вдруг службу и все, чтобы перейти в католицизм и стать иезуитом, да ещё чуть не открыто, с восторгом каким-то». Главный герой «Атеизма» тоже «между прочим, попадается на крючок иезуиту, пропагатору, поляку». Пытаясь объяснить поведение Павлищева Мышкин сообщает: «у нас образованнейшие люди в хлыстовщину даже пускались… Да и чем, впрочем, в таком случае хлыстовщина хуже, чем нигилизм, иезуитизм, атеизм». Из письма Достоевского к Майкову также следует, что главный герой должен был спускаться «в глубину хлыстовщины». С другой стороны, между монологом Мышкина и замыслом «Атеизма» есть и явные отличия. Мышкин высказывается за духовное противоборство с Европой, что очень слабо прослеживается только в финальной части замысла «Атеизма».

## Влияние на дальнейшее творчество

### Бесы
Жанр задуманного произведения определялся самим Достоевским как «притча об атеизме». По мнению исследователей, ключ к этой притче писатель мог поместить в романе «Бесы». Тихон говорит Николаю Ставрогину: «полный атеизм почтеннее светского равнодушия <…> Совершенный атеист стоит на предпоследней верхней ступени до совершеннейшей веры (там перешагнёт ли её, нет ли), а равнодушный никакой веры не имеет, кроме дурного страха».

### Подросток
По мнению литературоведа Аркадия Долинина, образ дворянина-помещика Андрея Петровича Версилова, отца главного героя романа «Подросток», восходит в том числе к замыслу «Атеизма». Версилов сначала более молодой; временами как Николай Всеволодович Ставрогин из романа «Бесы», жестокий, совершающий преступление; начинает постепенно стареть, страдания становятся глубже, идейнее. Сходно объяснение: «разгадка психологическая, глубокое чувство». В самом начале работы над романом «Подросток» проявились замыслы «Атеизма» и «Жития великого грешника». Версилов тяготеет к первому замыслу, а Аркадий Долгорукий — ко второму. Исследователь творчества Достоевского Борис Тихомиров подчеркнул, что Версилова с героем «Атеизма» сближают в черновиках писателя только внешние черты: «в летах», «Бога потерял именно в 45 лет», «шныряет по новым поколениям, по атеистам». Однако как характер, Версилов не имеет ничего общего с героем «Атеизма» и больше похож на персонажа из «Жития великого грешника».

### Братья Карамазовы
Замысел цикла «Атеизм» и преемственно связанный с ним замысел романа «Житие великого грешника» наметили некоторые сюжетные особенности и проблематику «Братьев Карамазовых».